# Przylądek Aleksandra
Przylądek Aleksandra (duń. Kap Alexander) – przylądek Grenlandii, nad Cieśniną Smitha. Jest on najdalej wysuniętym na zachód punktem wyspy.
Przylądek został odkryty przez Charlesa Halla w 1871.